# Ideologie
Ideologie verwijst meestal naar het geheel van ideeën over de mens, menselijke relaties en de inrichting van een maatschappij, dat leeft binnen een bepaalde maatschappelijke groep, met name een politieke partij, een denkstroming of een sociale klasse. Het begrip 'ideologie' is, binnen de sociale wetenschappen, een belangrijk concept om politiek gedrag en denken te analyseren.  

## Begripsgeschiedenis

### Destutt de Tracy en Napoleon
De term ideologie werd voor het eerst gebruikt door Antoine-Louis-Claude Destutt de Tracy in 1796 om te verwijzen naar de 'wetenschap van ideeën' (van het Oudgriekse 'idea' en 'logos'). Destutt de Tracy, beïnvloed door de ideeën van de Verlichting, was er van overtuigd dat er nood was aan een wetenschap die de aard, de evolutie en het ontstaan van ideeën in kaart zou brengen. Ideologie moest voor de Tracy de nieuwe koningin der moderne wetenschappen worden. In zijn visie zou een wetenschap die zich niet bewust was van de wetmatigheden van het denken altijd blind blijven.

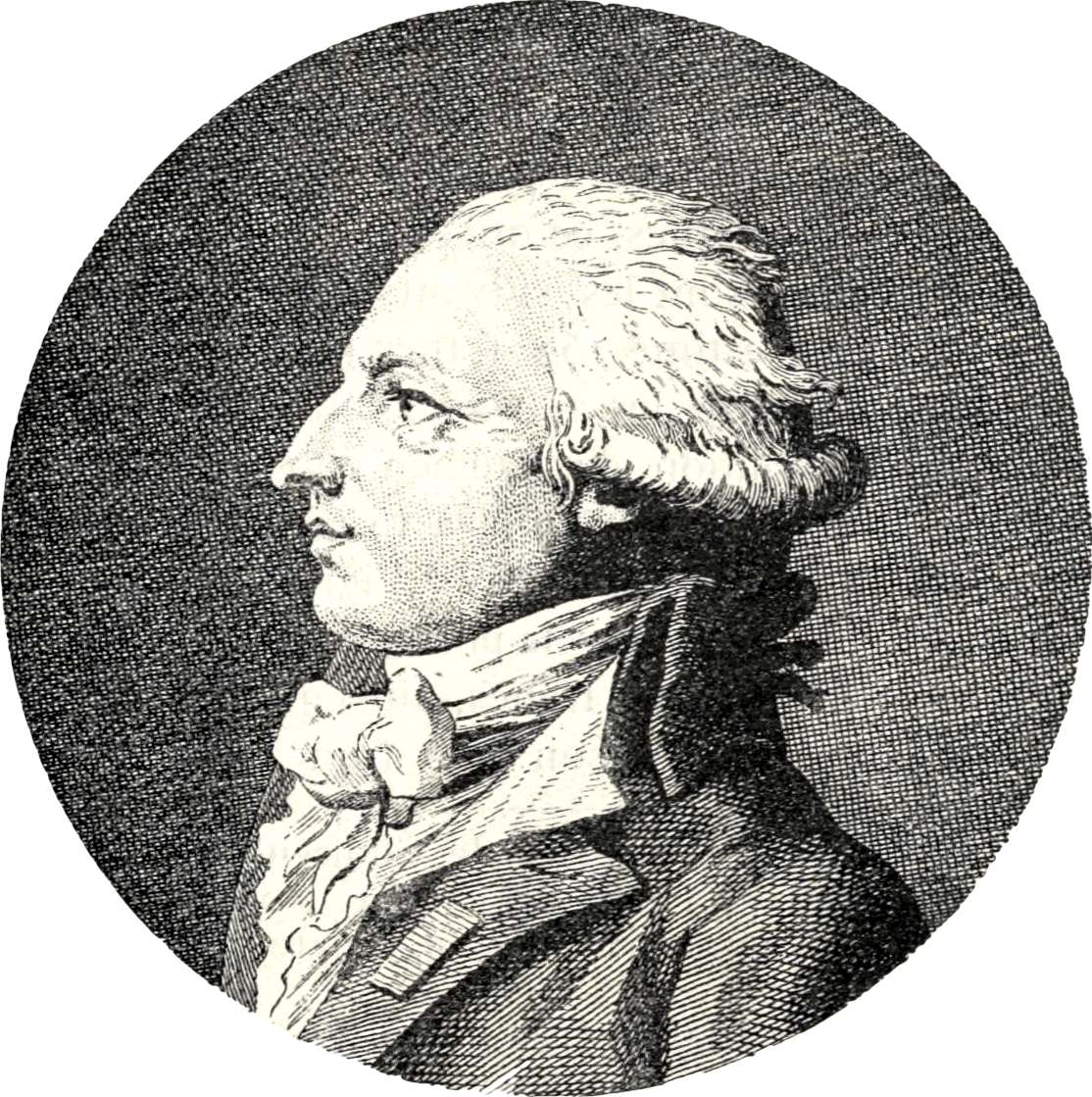
Antoine-Louis-Claude Destutt de Tracy gebruikte voor het eerst de term 'ideologie.'

Deze getrapte visie op de wetenschap lag aan de basis van zijn magnum opus: Eléments d’idéologie. In het eerste volume werd de wetenschap van de ideeën uiteengezet en de latere volumes bevatten steeds de basis voor een andere wetenschap: logica, moraliteit, grammatica, politieke economie, sociale organisatie, fysica, geologie en calculus. Vooral zijn visie op sociale organisatie en politieke economie bleek echter zeer controversieel. Destutt de Tracy was een grote voorstander van de verklaring van de mensenrechten, vrijhandel, het beperken van de uitvoerende macht en een repressief beleid. Ideologie was meer dan een wetenschap. Het was een filosofische en politieke beweging.
Initieel was Napoleon Bonaparte, toenmalige leider van Frankrijk, een voorstander geweest van de ideologen, aangezien zij een wetenschappelijke legitimatie konden bieden voor zijn regime. Destutt de Tracy en de ideologen begonnen zich over de jaren heen echter steeds kritischer uit te spreken tegen het napoleontisch regime. Na de Malet-samenzwering, een mislukte coup waarin ook enkele ideologen betrokken waren, begon Napoleon de term 'idéologue' steeds meer als negatieve term te gebruiken. Ideologen, aldus Napoleon, waren naïeve idealisten die zich lieten leiden op abstracte theorieën en hun handen niet vuil wilden maken. Het is deze betekenis van het woord, die meestal gebruikt werd om revolutionairen zwart te maken, die later gepopulariseerd werd in de rest van Europa.

### Marx
Alhoewel Marx vertrouwd was met het werk van Destutt de Tracy en kritieken heeft geschreven op diens visie op de economie, heeft hij zijn gebruik van de term 'ideologie' waarschijnlijk geleend van Napoleon. Ten tijde van Marx werd de term ideologie gebruikt om te verwijzen naar een reeks intellectuelen en revolutionairen, die wij vandaag de dag 'liberaal' zouden noemen. In Marx' bekendste werk over ideologie, Die Deutsche Ideologie, omschrijft hij ideologie als een denksysteem dat als doel heeft om de spanningen in een samenleving glad te strijken.
Marx, die vooral bekend is voor zijn kritiek op kapitalisme, geloofde dat mensen economisch werden opgedeeld in klassen: groepen van mensen die een gelijkaardige rol hebben in het economisch productieproces en daardoor gelijkaardige belangen en bezorgdheden hebben. De twee grootste klassen zijn de bourgeoisie en het proletariaat. De bourgeoisie bestaat uit mensen die productiemiddelen bezitten, maar arbeiders moeten inhuren die met behulp van deze middelen producten willen vervaardigen. Het proletariaat bestaat uit mensen die om te overleven hun arbeid aan anderen moeten verkopen in de vorm van loonarbeid. Volgens Marx wordt het proletariaat duidelijk benadeeld in deze relatie. De reden dat zij echter niet in opstand komen is aangezien de bourgeoisie theorieën verspreidt die de ongelijke en uitbuitende relaties tussen de verschillende klassen goedpraat. Deze denksystemen noemt Marx 'ideologieën.'

### Later marxisme
Het denken van Marx lag aan de basis van een van de meest invloedrijke politieke tradities van de twintigste eeuw: het marxisme. Binnen het marxisme bleef ideologie ook een centrale rol spelen om te verklaren waarom de armen niet in opstand komen tegen hun economische positie. Vladimir Lenin, eerste leider van de Sovjetunie, had bijvoorbeeld een invloedrijke definitie van ideologie als het denksysteem dat vormgeeft aan het revolutionair handelen van een socio-economische groep. Lenin was ervan overtuigd dat eerdere pogingen tot revoluties mislukt waren aangezien het proletariaat geen duidelijke ideologie hadden. Daarom was er volgens hem nood aan een voorhoedepartij, die geleid zou worden door intellectuelen die een coherente ideologie zouden opleggen aan het proletariaat.
Een andere belangrijke naam in de geschiedenis van ideologie als term is Louis Althusser. Althusser was een Frans filosoof die vooral geïnteresseerd was in de vraag hoe systemen van dominantie, zoals het kapitalisme, zichzelf in stand houden. Hij geloofde dat dit gebeurt op basis van een repressief en een ideologisch staatsapparaat. Het repressief staatsapparaat is het geheel van maatschappelijke instituties die door middel van repressie en dwang mensen in het gareel kan houden. Voorbeelden hiervan zijn het leger en de politie. Het ideologisch staatsapparaat verwijst daarentegen naar de instituties die door middel van overtuiging en het verspreiden van ideeën de macht in handen houdt. Voorbeelden hiervan zijn scholen, kerken en de media. Bij Althusser verwijst ideologie dus naar een denksysteem dat mensen in het gareel houdt.
Ten slotte is een laatste belangrijke naam Antonio Gramsci, een Italiaanse marxist en politieke actor ten tijde van Mussolini. Net als Althusser was ook Gramsci geïnteresseerd in de wijze waarop het kapitalisme en andere systemen zichzelf kunnen reproduceren en ook hij dacht dat ideologie hier een centrale rol in speelde. Eerder dan te spreken over een Ideologisch Staatsapparaat sprak Gramsci echter over hegemonie. Hegemonie is een theorie of een set waarden die cultureel door vrijwel iedereen als waar of zelfevident worden aangenomen. Een hegemonie wordt niet bewust ontworpen, maar ontstaat op een natuurlijke wijze wanneer mensen lange tijd onder een bepaalde machtsstructuur leven. Een ideologie verwijst in de filosofie van Gramsci naar een denksysteem dat streeft naar dominantie en deel wil uitmaken van de hegemonie.
Opvallend aan al deze denkers is dat zij de term ideologie niet meer louter in een negatieve betekenis gebruiken. Waar Napoleon en Marx ideologie gebruikten als een verwijt, zien we bij deze denkers dat zij ideologie zien als een neutraal begrip dat naar politieke tradities en groepen verwijst.

### Politieke wetenschappen na de Tweede Wereldoorlog
In de politicologie of politieke wetenschappen werd voor de Tweede Wereldoorlog zelden naar de term 'ideologie' verwezen. De term werd toen nog sterk geassocieerd met revolutionairen en radicalen (de betekenis van Napoleon) of met de filosofie van Marx. Na de Tweede Wereldoorlog kreeg de term op korte tijd een meer centrale plaats in de jonge wetenschap. Hiervoor bestaan meerdere verklaringen.
Allereerst waren er in Europa twee belangrijke politieke evoluties, die het jonge domein van de politieke wetenschappen zouden domineren: het ontstaan van de Sovjet-Unie na de Russische Revolutie en de opkomst van het fascisme in een hoop Europese landen. Tot dan toe hadden veel politieke wetenschappers geloofd dat een democratisering van een land per definitie hand in hand ging met burgerrechten, een vrije markteconomie en parlementarisme. De opkomst van fascisme en communisme ging gepaard met een verdere polarisatie van de meeste liberale democratieën. Partijen, die tot dan toe vooral gezien werden als belangengroepen, begonnen zichzelf steeds meer te definiëren op basis van een programma. Parallel met fascisme en communisme wonnen dan ook termen als socialisme, liberalisme, conservatisme, nationalisme en christendemocratie aan belang. 'Ideologie' werd in deze context gebruikt om te verwijzen naar manieren om een samenleving te organiseren.
Na de Tweede Wereldoorlog verloor het fascisme, maar won het communisme aan politicologisch belang binnen de Koude Oorlog. Het is op dit moment dat veel mensen de term ‘ideologie’ begonnen te gebruiken om te verwijzen naar politieke doctrines. Er ontstond ook een nieuw -isme om te verwijzen naar alle politieke tradities die de ideeën van het liberalisme afwezen: het totalitarisme. Twee werken over totalitarisme hebben een zeer grote impact gehad op het modern begrip van ideologie: On the Origin of Totalitarianism van Hannah Arendt en The End of Ideology van Daniel Bell.
In haar baanbrekende analyse van fascisme en communisme, bracht Arendt de hypothese naar voren dat ideologieën bouwplannen voor de samenleving zijn, die politieke actoren motiveren om te handelen. Het gevaar is echter dat wanneer ze deze bouwplannen te strikt toepassen dit ten koste zal gaan van de vrijheid van de bevolking. Iedere ideologie bevat dus een kiemtje van totalitarisme. Deze analyse sluit nauw aan bij die van Daniel Bell. Bell stelde dat de Holocaust en de Koude Oorlog hadden getoond dat de grote ideologieën, hier in de zin van politieke filosofieën, van de negentiende eeuw gefaald waren. De aanhangers van een ideologie bekeken de wereld steeds uit het perspectief van hun theorieën ten koste van wat waar en goed is. Bell werd hierin gesteund door filosofen zoals Albert Camus en Karl Popper.
Ironisch genoeg legitimeerden de kritische aanvallen van Bell en Arendt op ideologieën de politicologische betekenis van de term. In de polemiek die ontstond rond Bells verklaring ontstond de versie van ideologie, die zich in het alledaags taalgebruik zou vestigen. Een ideologie is een theorie om een samenleving te structureren, die wordt aangehangen door een groep mensen die zich meestal politiek organiseren in de vorm van een partij. Sinds de tweede helft van de twintigste eeuw is het gebruikelijk om ideologische posities voor te stellen op een assenstelsel. Deze mathematisering van ideologieën stelt politicologen in staat om politiek denken en handelen op een meer wiskundige wijze te benaderen.

## Verwarring over de betekenis

Het is vandaag de dag gebruikelijk om 'ideologieën' voor te stellen als posities op een assenstelsel dat bepaalde wordt door posities ten opzichte van politiek relevante thema's. Vaak wordt op de verticale as de mening over sociale thema's (autoritair tot anarchistisch) en op de horizontale as de mening over economische thema's (communistisch tot laissez-faire kapitalistisch) weergegeven.

Er is geen consensus over de betekenis van de term 'ideologie.' De term is doorheen de geschiedenis meermaals heruitgevonden door verschillende groepen: les Idéologues, Napoleon, de marxisten en politieke wetenschappers. Steeds kreeg de term daardoor een andere betekenis en functie. Veel van deze contradictorische betekenissen worden vandaag de dag nog steeds door elkaar gebruikt. Hier zijn voorbeelden van enkele betekenissen die de term kan hebben.
- De wetenschap van het ontstaan, de verandering en de aard van ideeën. Dit moet begrepen worden in de biologische eerder dan de psychologische zin van het woord.[1] Deze definitie volgt de originele definitie van Destutt de Tracy en worden zelden tot nooit meer gebruikt in het dagelijks taalgebruik.
- Het geheel aan ideeën dat de werkende klasse doet geloven dat de onderdrukking, waaraan zij als klasse onderhevig zijn, gerechtvaardigd is. Ideologie kan zowel gepopulariseerd worden door leden van de werkende klasse, als door leden van de elite. Typerend voor dit soort theorieën is hun verregaande mate van abstractie.[4] Deze definitie ligt in lijn met die van Karl Marx en is vooral onder marxisten nog steeds erg gangbaar.
- Een psychologische eigenschap van een persoon die ervoor zorgt dat zij zich laten leiden door idealisme en doctrinair denken eerder dan kritische reflectie en compromissen.[8]
- Het geheel aan gedeelde opvattingen, doelen en bezorgdheden van een groep mensen met een gedeelde sociale ervaring. Deze mensen maken bijvoorbeeld deel uit van dezelfde socio-economische klasse, wonen in hetzelfde land, werken in dezelfde sector of spreken dezelfde taal. Ideologie moet hier dan begrepen worden als de articulatie van hun gedeelde belangen.[11] Deze definitie was populair in de politieke wetenschappen in de jaren vijftig en zestig. Men sprak toen nog regelmatig over een Amerikaanse, Franse of Belgische ideologie. De term werd ook echter vaak gebruikt in raciale context, vooral in gesegregeerde landen zoals de Verenigde Staten en Zuid-Afrika, en wordt daarom nu minder courant gebruikt.[8][12]
- Het geheel aan gedeelde opvattingen, doelen, belangen en bezorgdheden die gearticuleerd worden binnen een breder wereldbeeld of theorie van goed leven. In deze zin is ideologie een kader door middel waarmee actoren de wereld begrijpen en dat mensen aanzet tot handelen. Het wordt hier vooral geassocieerd met politieke tradities en partijen.[8] Het is gebruikelijk dat actoren in deze context ideologieën bewust aanhangen en ook een naam geven, gebruikelijk met het achtervoegsel -isme. Vaak wordt dit -isme geassocieerd met een traditie van politiek-filosofische denkers. Zo is liberalisme bijvoorbeeld de ideologie van de liberalen die zich organiseren in de liberale partij en voortkomen uit de liberale filosofie van John Locke en Immanuel Kant. Idem dito voor nationalisme, socialisme, conservatisme, etc. Vooral in westerse landen met meerdere partijen is dit een van de meest courante hedendaagse definities van de term.
- Een positie op een assenstelsel, dat bepaald wordt door iemands mening over politiek relevante thema's. Op zowel de verticale als de horizontale as worden meningen over thema's voorgesteld op een lineair assenstelsel.[8] Op basis van een vragenlijst wordt zo iemands positie berekend. Vaak wordt op de verticale as de mening over sociale thema's (autoritair tot anarchistisch) en op de horizontale as de mening over economische thema's (communistisch tot laissez-faire kapitalistisch) weergegeven. Er zijn echter verschillende concurrerende interpretaties van het assenstelsel in gebruik. Het voordeel van deze benadering, die zeer populair is binnen de politieke wetenschappen, is dat het een onderzoeker in staat stelt om op een meer mathematische wijze politieke opvattingen te onderzoeken. Dit stelt een onderzoeker bijvoorbeeld in staat om de afstand tussen de standpunten van een politieke partij en hun gemiddelde kiezer te berekenen.
- Een onderbewust geheel aan aannames over de wereld, taal en onszelf die zonder dat we het bewust doorhebben onze perceptie, interpretatie en omgang met de wereld vormgeven.[13] Deze definitie is vooral populair bij denkers in de psychoanalyse, zoals Jacques Lacan en Slavoj Žižek.

Een van de meest algemeen ervaarde definities is echter die van Michael Freeden, een van de belangrijkste nog levende onderzoekers in het veld van de studie van ideologie. Zijn definitie sluit aan bij de isme-definitie van ideologieën, die we hierboven als vijfde behandeld hebben. Hij zet zich echter af tegen het standpunt dat ideologieën een statisch geheel zouden vormen. Volgens hem bestaan ideologie uit een reeks concepten, die in een bepaalde relatie ten opzichte van elkaar gearticuleerd worden. De manier waarop deze concepten precies gearticuleerd worden veranderd echter doorheen de tijd. Verder maakt hij een onderscheid tussen kern- en marge-concepten afhankelijk van hoe belangrijk ze zijn voor de ideologie.

## Gerelateerde concepten

### Hegemonie
Hegemonie als concept werd vooral gepopulariseerd in de marxistische filosofie. De term wordt vooral geassocieerd met het werk van de Italiaanse filosoof Antonio Gramsci, die het concept ontwikkelde tijdens zijn gevangenschap onder het Mussolini regime. Alhoewel er verschillende conflicterende definities van de term bestaan verwijst het in essentie naar het geheel aan concepten, belangen en doelen die door het gemiddelde lid van een politieke gemeenschap als 'vanzelfsprekend' gezien worden. Hegemonie kan dus gezien worden als de conceptuele en discursieve grenzen waarbinnen alle andere politieke discussies zich afspelen.
Net zoals 'ideologie' wordt 'hegemonie' gebruikt om te verwijzen naar een geheel van concepten, belangen en doelen die gedeeld worden door een politieke groepering en politiek gedrag kunnen beïnvloeden. Er zijn echter enkele cruciale verschillen tussen beide termen. Ten eerste verwijst 'ideologie' meestal naar de opvattingen van een individu of min of meer afgebakende sociale of politieke groepering. Hegemonie is daarentegen een iets abstracter concept dat verwijst naar het geheel van gedachten, belangen en doelen die als 'vanzelfsprekend' aanvaard worden door de leden van een politieke gemeenschap. Dit wil ook zeggen dat er te allen tijde sprake is van meerdere ideologieën in één politieke gemeenschap, maar slechts van één hegemonie. Dat brengt ons dan ook tot het tweede verschil. Ideologieën worden meestal in zekere mate bewust aangehangen door actoren, terwijl een hegemonie eerder verwijst naar een onbewuste invloed op het denken. Ideologieën zijn dan ook makkelijker af te bakenen en te benoemen, bijvoorbeeld door het gebruik van het aanhangsel -isme, terwijl een hegemonie vaak moeilijker te vatten is. Ten slotte worden ideologieën 'ontworpen,' terwijl een hegemonie 'ontstaan.' Een hegemonie komt tot stand als bijeffect van een machtsrelatie. Bijgevolg vertoont een hegemonie een veel lagere mate van logische consistentie en abstracte fundering dan een ideologie.
Klein voorbeeld ter illustratie. Socialisten, liberalen en conservatieven zijn voorbeelden van ideologische tradities. Elk van deze tradities verschilt van mening over onderwerpen zoals migratie, de welvaartsstaat en morele thema's. Dit zijn voorbeelden van ideologische standpunten en discussies. Toch delen alle drie ook bepaalde standpunten die ze als evident ervaren, zoals de noodzaak van een representatieve democratie of het verdedigen van mensenrechten. Dit laatste is een voorbeeld van een hegemonie.